# Болтин, Николай Петрович
Николай Петрович Болтин (1815—?) — капитан-лейтенант флота, нижегородский губернский предводитель дворянства (1858—1861).
Их дворян Болтиных Нижегородской губернии.

## Биография
Православный. Родился 13 ноября 1815 года. По определению дворянского депутатского собрания внесён во II часть дворянской родословной книги (02 октября 1828). Окончил курс наук в школе Гвардейских подпрапорщиков и кавалерийских юнкеров (1832). В службу вступил прапорщиком в лейб-гвардии Литовский полк (1834). Произведён в подпоручики (1835). Переведён в лейтенанты флота в 27 флотский экипаж (1837). Согласно прошению, по семейным обстоятельствам уволен от военной службы капитан-лейтенантом (1842).
Избран предводителем дворянства Сергачского уезда (1852). Переизбран на должность уездного предводителя дворянства там же (1854). Избран в начальники Сергачской № 164 дружины государственного подвижного ополчения с пожалованием в майоры (1855). По роспуску ополчения переименован в капитан-лейтенанты с правом носить на груди крест ополчения в награду за ревностную службу и с оставлением в прежней должности Сергачского уездного предводителя дворянства (14 января 1857).
Избран (22 декабря 1857) и Высочайше утверждён (11 января 1858) в должности губернского предводителя дворянства Нижегородской губернии. Участвовал в губернской комиссии для составления проекта положения об улучшении быта помещичьих крестьян (1858). Присутствовал при встрече императора Александра II Николаевича с семьёй при посещении ими Нижнего Новгорода (18 августа 1858).
В Сергачском уезде владел 372 крепостными крестьянами.

## Награды
- Орден Святой Анны 3-й степени (23 ноября 1856).
- Орден Святой Анны 2-й степени (22 июля 1860).